# Bola de drac
|  | Aquest article tracta sobre els objectes. Si cerqueu l'anime i manga, vegeu «Bola de Drac». |

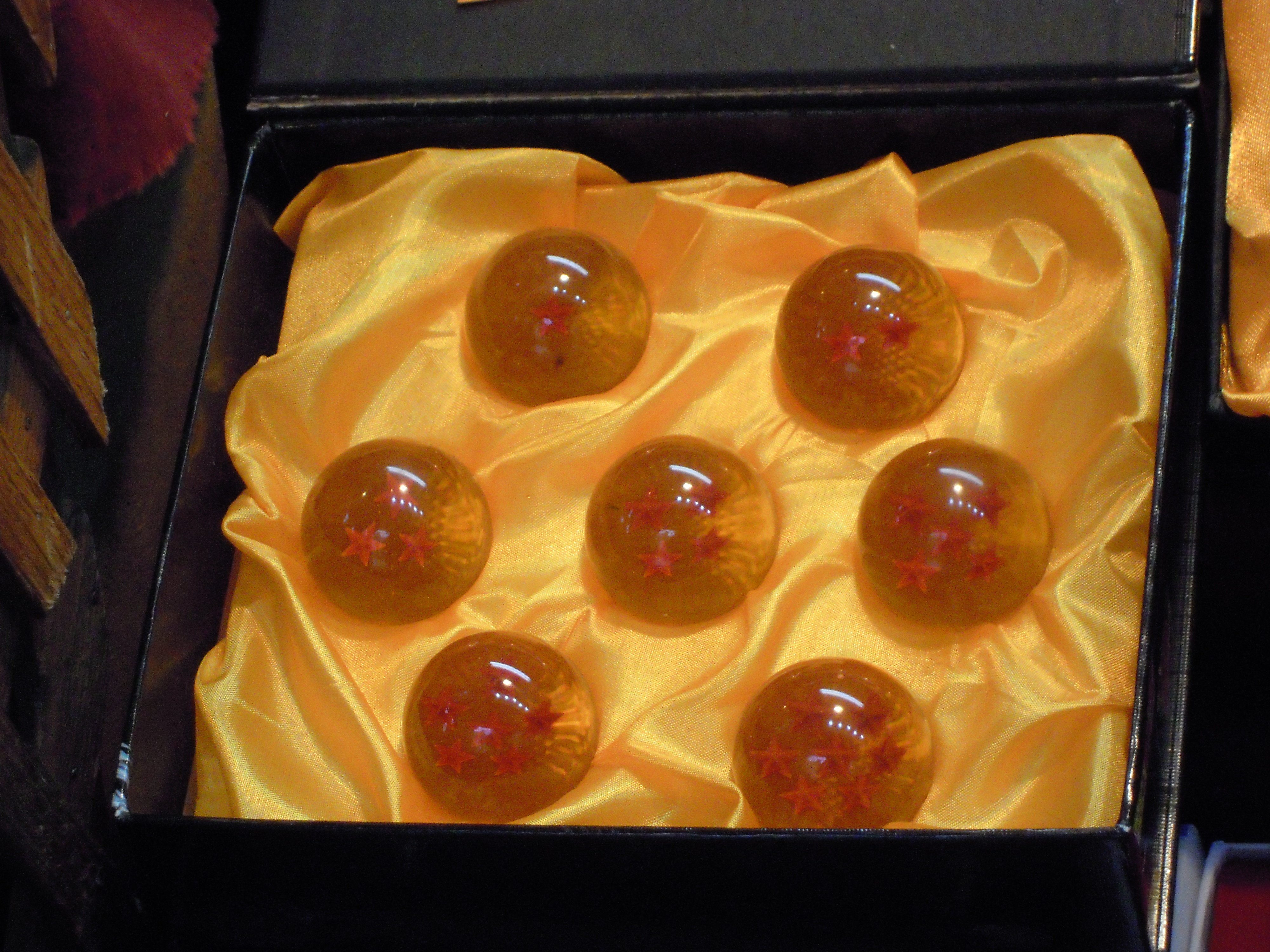
Reproducció de les set boles de drac

Les Boles de Drac són 7 artefactes màgics tant en el manga com l'anime Bola de Drac que quan es reuneixen s'empren per invocar a un drac que concedeix un o més desitjos. És un dels principals temes de la història. El seu color sempre és d'un taronja cristal·lí i estan marcades amb estrelles de cinc puntes en relleu al seu interior. Aquestes varien en nombre d'una a set i són de color vermell, excepte en les Boles de Drac Definitives que són de color negre. Quan aquestes s'uneixen comencen a fer pampallugues. El cel del planeta en el qual s'usen sempre s'enfosqueix quan es crida al Drac Sagrat. Després de complir-se el desig, es converteixen en simples pedres durant el temps d'un any.
A Bola de Drac GT s'inclou una altra característica: Tota Bola de Drac té un esperit i energia propis; cada cop que es demana un desig aquesta energia, que per defecte és positiva, va disminuint, augmentant conseqüentment l'energia negativa.

## Importància
Les Boles de Drac són la raó per la qual s'uneixen els personatges principals al principi de la història, durant la primera i tercera saga se centren a buscar aquests artefactes. Més endavant les Boles de Drac es converteixen en l'objecte desitjat pels malvats Cor Petit, Gran Rei dels Dimonis, Vegeta i Frízer, i defendre-les serà missió dels herois. Després d'això les Boles de Drac es converteixen en una eina per ajudar-se a lluitar contra altres dolents com Super Boo, Baby i Súper A-17, fins que el seu ús excessiu fa que pel final de Bola de Drac GT aquests artefactes portin a l'últim adversari de la història.

## Història

### Origen
Les Boles de Drac van ser atorgades als namekians pels Kaiō Shin per ser éssers pacífics i bondadosos, però atès que alteren greument el curs natural de les coses es va prohibir que fossin creades fora de Namek. Poden ser creades per qualsevol namekià del Clan Drac encara que només n'existien unes creades per Saichōrō. Sis de les Boles de Drac van ser lliurades a sis Chōrō que havien provat la seva valentia i força, i entre ells estudiaven cadascun dels desitjos que es demanarien.

### Boles de Drac de la Terra
L'any 261, segons la Cronologia de Bola de Drac, una sèrie de bruscos canvis climàtics a Namek va fer que Katattsu enviés al seu fill a un altre planeta per a salvar-lo. Aquest va arribar a la Terra on més endavant es convertiria en Kamisama. Ell va crear les Boles de Drac en la terra per donar esperança a la humanitat i ser utilitzades en cas d'emergència. Aquestes Boles de Drac gairebé van ser destruïdes quan Piccolo Daimaō va matar a Shenlong, i Kamisama va pensar a no arreglar-les perquè la humanitat les havia utilitzat solament per a desitjos egoistes i interessats, però gràcies a Son Gokū va canviar d'opinió en última instància. Quan Piccolo va morir en el seu combat contra Nappa i Vegeta, Kamisama va morir també i les Boles de Drac es van perdre, fins que ells van ser ressuscitats i quan Piccolo i Kamisama es van fusionar per a combatre contra els Androides, aquestes Boles de Drac van deixar d'existir definitivament.

#### Altres orígens
En els primers episodis de l'anime, Kame Sen'nini li explica a Krilin una llegenda de com es van crear les Boles de Drac. La llegenda diu que eren originalment una enorme Bola de Drac, la qual va ser atorgada pels déus i era lloada per tots desitjant sempre pau, però les persones la van començar usar per a les seves finalitats egoistes, cosa que va causar guerres i posteriorment la ira dels déus, que la van separar en set i la van dispersar pel món sencer.

### Segones Boles de Drac de la Terra
Durant la treva de deu dies abans dels Cell Games, Gokū va viatjar al nou planeta Namek per a aconseguir a algú que substituís el lloc de Kamisama com a nou déu de la Terra, i Dende va ser l'escollit. En arribar a la terra va crear unes noves Boles de Drac a partir del motlle de les anteriors, que serien les utilitzades fins al final de la sèrie.

## Nomenclatura
Cada Bola de Drac s'anomena en acord al nombre d'estrelles que tingui. Aquest nom està en mandarí, pel que en el manga original Akira Toriyama va escriure els kanji, i a sobre d'ells, en katakana, la pronunciació aproximada.
| Nombre d'estrelles | Kanji  | Xinès mandarí | Katakana         | Rōmaji      | Català                   |
| ------------------ | ------ | ------------- | ---------------- | ----------- | ------------------------ |
| 1                  | 一星球 | Yī Xīngqiú    | イーシンチュー   | Ī Shinchū   | Bola d'una estrella      |
| 2                  | 二星球 | Èr Xīngqiú    | アンシンチュー   | An Shinchū  | Bola de dues estrelles   |
| 3                  | 三星球 | Sān Xīngqiú   | サンシンチュー   | San Shinchū | Bola de tres estrelles   |
| 4                  | 四星球 | Sì Xīngqiú    | スーシンチュー   | Sū Shinchū  | Bola de quatre estrelles |
| 5                  | 五星球 | Wŭ Xīngqiú    | ウーシンチュー   | Ū Shinchū   | Bola de cinc estrelles   |
| 6                  | 六星球 | Liù Xīngqiú   | リューシンチュー | Ryū Shinchū | Bola de sis estrelles    |
| 7                  | 七星球 | Qī Xīngqiú    | チーシンチュー   | Chī Shinchū | Esfera de set estrelles  |

## Tipus de Boles de Drac

### Boles de Drac de la Terra
Les primeres Boles de Drac que van aparèixer van ser les del planeta Namek, i foren entregades als namekians de la mà dels seus déus com a premi per la seva bondat i la seva pacífica vida. Temps després, un namekià va arribar al planeta Terra, i després de separar-se de la seva part dolenta (Cor Petit, Gran Rei dels Dimonis), va ocupar el càrrec de Déu de la Terra i va crear les Boles de Drac de la Terra a imatge i semblança de les del seu planeta, però d'una grandària molt menor.
Les boles de drac concedeixen un únic desig que, un cop concedit, les fa tornar pedres vulgars i acaben dispersades per tot el planeta. El drac que sorgeix quan reuneixen les 7 Boles és Shenron, creat a partir d'una escultura dissenyada per Sr. Popo.
El desig que concedeixen està limitat per les següents condicions: 
- No es pot reviure una persona que ha mort de manera natural.
- No es pot reviure una persona que ja hagi tornat a la vida anteriorment.
- No es pot reviure una persona que porti més d'un any morta.
- No es poden concedir desitjos que afectin la força de personatges més forts que el creador de les Boles de Drac.

Després que el Déu de la Terra es torna a fusionar amb en Cor Petit Jr, en Dende és l'escollit com a nou Déu de la Terra i torna a infondre energia a les boles de drac incrementant el seu poder perquè compleixin dos desitjos i permetin que es ressusciti a algú que hagi estat ressuscitat abans o porti mort més d'un any.

### Boles de Drac del planeta Namek
Essent el seu planeta d'origen, les Boles de Drac de Namek són més poderoses que les de la Terra. Poden concedir 3 desitjos, incloent el de ressuscitar persones que van morir després d'haver estat ressuscitades o que portin més d'un any mortes. L'any del planeta Namek dura només 130 dies, pel que el seu temps d'inactivitat és menor.
A més a més, aquestes Boles de Drac tenen una mida més gran que les de la Terra, poden ser tan grans com el tors d'un nen de 10 anys i per això no es dispersen per tot el planeta. El drac que apareix al reunir-les és Polunga.
El seu poder augmenta al llarg de la sèrie, de la mateixa manera que succeeix amb les terrestres. Mentre que al principi només es poden ressuscitar persones de forma individual i dur les seves ànimes a un planeta, considerant-se com a dos desitjos diferents; al final de Bola de Drac Z, Polunga és capaç de ressuscitar a grups de gent i situar-los en un planeta determinat.

### Boles de Drac Definitives
Les Boles de Drac Definitives (究極のドラゴンボール, Kyūkyoku Doragon Bōru) són un tercer tipus de Boles de Drac, que van aparèixer en Bola de Drac GT. Foren creades per Kamisama abans de separar-se de la seva part malvada, pel que aquestes tenen encara més poder que les tradicionals. Havien estat des de sempre ocultes dins del palau celestial fins que van ser descobertes per Pilaf i els seus sequaços.
Les estrelles que posseeixen, en lloc del vermell típic de les altres Boles, són de color negre. La seva mida, nomenclatura i numeració d'estrelles és idèntic al de les de la Terra. A més aquestes criden a un drac diferent, Shenlong vermell, un drac de major mida que el Shenlong tradicional i de color vermell. Tenen major poder que les Boles de Drac de la Terra i Namek, no obstant això, tenen la particularitat de fer explotar el planeta on es formula el desig en el termini d'un any. També es diferencien en el fet que, quan es concedeix el desig, les Boles de Drac Definitives es reparteixen per tota la Galàxia, fent molt difícil la seva recerca i troballa.
Quan Cor petit sap de la seva existència i comprovar que existeixen, decideix sacrificar-se per evitar que aquestes poderoses Boles caiguin en males mans el segon cop que es van perdre per l'univers, esdeveniment produït pel desig de Vegeta Baby.
Només es van demanar dos desitjos abans de desaparèixer per sempre.

## Desitjos concedits
Aquests són, per ordre cronològic, els desitjos que es van demanar (i efectuar) als dracs sagrats: 

### En sèrie de manga i anime (26)
| Desig | Sol·licitant                     | Drac             |
| --- | -------------------------------- | ---------------- |
| Unes calcetes | Úlong                            | Shenron          |
| Ressuscitar a Bora | Upa                              | Shenron          |
| Joventut eterna | Cor Petit, Gran Rei dels Dimonis | Xèron            |
| Ressuscitar als morts per culpa de Piccolo Daimaō | Yamxa                            | Xèron            |
| Ressuscitar en Son Goku | Follet Tortuga                   | Xèron            |
| Ressuscitar en Cor petit | Dende                            | Polunga          |
| Traslladar a Cor petit fins a Namek | Dende                            | Polunga          |
| Ressuscitar a tots els morts per culpa de Frízer | Mr. Popo                         | Xèron            |
| Transportar a tots els que estaven en Namek cap a la Terra, excepte a Son Goku i Frízer | Dende                            | Polunga          |
| Traslladar l'ànima de Krilín a la Terra | Bulma                            | Polunga          |
| Ressuscitar en Krilín | Bulma                            | Polunga          |
| Ressuscitar en Yamxa | Bulma                            | Polunga          |
| Ressuscitar en Xaos | Bulma                            | Polunga          |
| Ressuscitar en Ten Shin Han | Bulma                            | Polunga          |
| Transportar els Namekians a Namek | Bulma                            | Shenlong         |
| Ressuscitar els morts per culpa de Cèl·lula, incloent en Trancs del futur | Yamxa                            | Shenlong         |
| Eliminar les bombes dels cossos de l'A-17 i l'A-18 | Krilín                           | Xèron            |
| Ressuscitar els morts durant el dia del 25è torneig, exceptuant els dolents. | Bulma                            | Xèron            |
| Reconstruir la Terra, després d'haver sigut destruïda per Majin Boo | Vegeta                           | Polunga          |
| Ressuscitar a tots aquells que van morir des que Babidi va arribar a la Terra, excepte els extremadament dolents (en Vegeta va ressuscitar)                                                    | Vegeta                           | Polunga          |
| Recuperar la força normal d'en Son Goku | Dende                            | Polunga          |
| Fer oblidar a tots els habitants de la Terra que Majin Boo era dolent. | Son Goku                         | Xèron            |
| Rejuvenir en Son Goku fins a la infància | Pilaf                            | Shenlong vermell |
| Crear un planeta, proper a la Terra, a imatge i semblança de Plant que s'anomenaria Planeta Tsufur                                                                                             | Vegeta Baby                      | Xèron Vermell    |
| La reconstrucció de la Terra, després d'haver sigut evacuada al Planeta Tsufur i haver explotat, a causa de les Boles de Drac Definitives                                                      | Dende                            | Polunga          |
| La resurrecció de tots els habitants morts des de la unió del món real i el més enllà, l'aparició de Super A-17, la corrupció negativa de les Boles de Drac i l'aparició dels 7 Dracs Obscurs. | Son Goku                         | Xèron            |

### En pel·lícules i especials (9+1)
| Desig | Sol·licitant          | Pel·lícula                          |
| --- | --------------------- | ----------------------------------- |
| Tornar a la normalitat el país tal com era abans de trobar els diamants, i fer que aquests desapareguessin.                                                       | Pansy                 | La Llegenda del Drac xeron Shenlong |
| Ressuscitar a Bora | Upa                   | Aventura Mística                    |
| Ressuscitar a Hatchan | Son Goku              | El camí cap al més fort             |
| Ser immortal | Garlic Jr.            | Ora no Gohan o kaese!!              |
| Ressuscitar el Dr. Uirō | Dr. Cochin            | Kono yo de ichiban tsuyoi yatsu     |
| Recuperar el bosc de l'incendi | Son Gohan             | Chikyū marugoto chōkessen           |
| Rejovenir | Slug                  | Chō saiyajin da Son Gokū            |
| Obrir la caixa musical que tanca a Tapion i al monstre Hildegarn                                                                                                  | El mag Hoi            | L'Atac del Drac                     |
| Es demana ajuda mentalment en el seu combat contra Broly, fent aparèixer una il·lusió de Son Goku i l'energia que aquest desprèn.                                 | Son Gohan i Son Goten | El retorn de Broly                  |
| Que la seva àvia Pan (greument malalta) i amic Pakk (Desaparegut) tornin restablerts Aquest desig és demanat a la Sì Xīngqiú, pel que estrictament no és un Desig | Goku Jr.              | Bola de Drac GT: 100 anys després   |